# Puits à eau
Pour les articles homonymes, voir Puits.

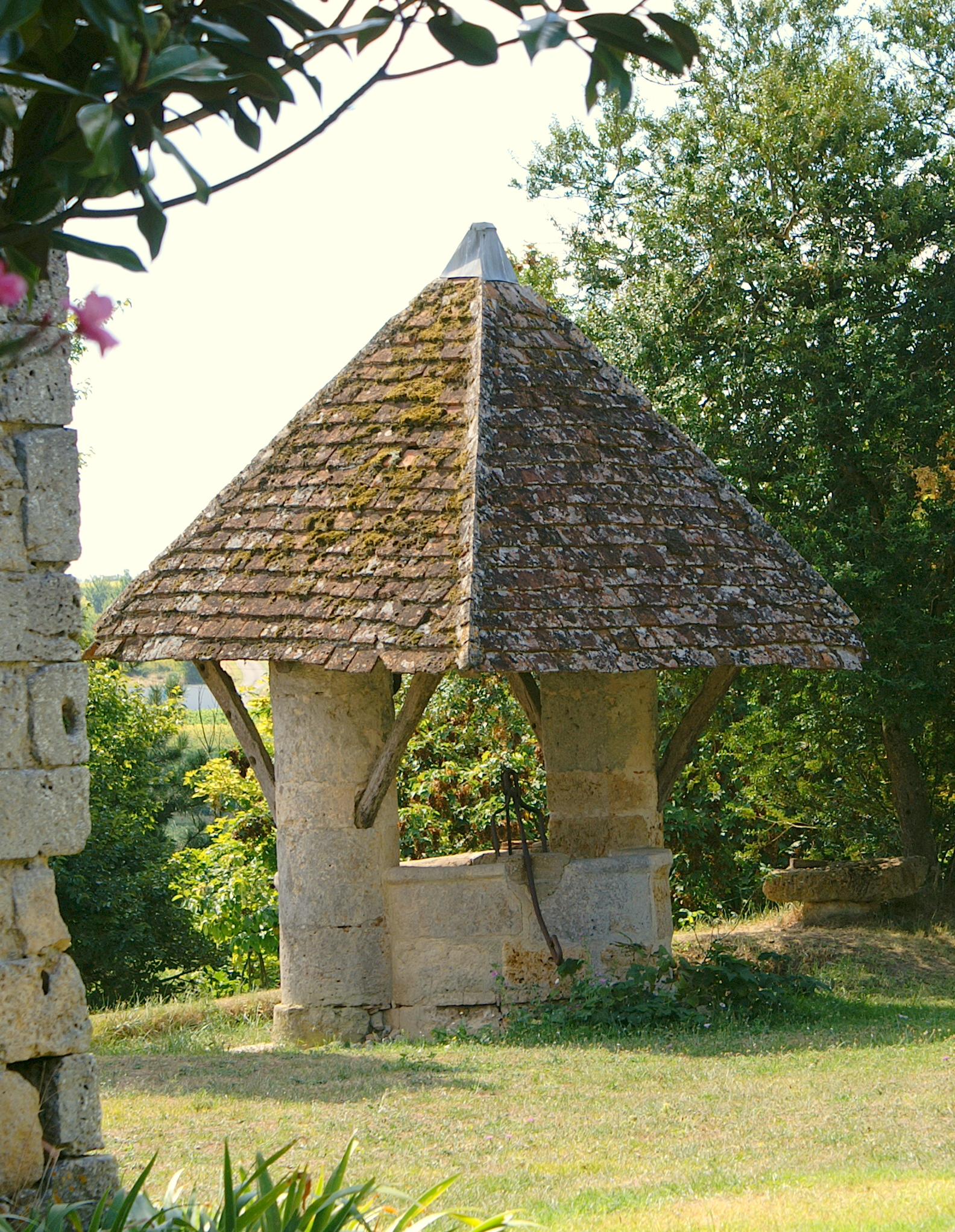
Puits avec toiture.

Un puits à eau est le résultat d'un terrassement vertical, mécanisé (par forage, havage, etc.) ou manuel, permettant l'exploitation d'une nappe d'eau souterraine, autrement dit un aquifère. L'eau peut être remontée au niveau du sol grâce à un seau ou une pompe, manuelle ou non. Les puits sont très divers, que ce soit par leur mode de creusement, leur profondeur, leur volume d'eau, ou leur équipement.

## Histoire
Les premiers puits étaient probablement de simples trous mal protégés des éboulements et qui n'ont pas résisté au temps et ont disparu. 
Les témoignages archéologiques anciens datent du Néolithique, et ils sont en Europe localisés sur le pourtour de la Méditerranée ou en Europe centrale et Europe de l'Est. 
De très anciens puits ont été découverts à Chypre sur le site de Kissonerga ; ils sont datés du Chalcolithique et de l'âge du bronze. En Israël, sur le site sous-marin de Atlit Yam, un puits est daté de la fin du IXe millénaire BP. Ces puits sont ronds et cimentés, tandis que les puits trouvés en Europe centrale et de l’Est et appartenant à la civilisation rubanée sont construits en planches de bois imbriquées et horizontales formant un casier dans le sol. Beaucoup plus nombreux sont les puits datés des Âges du Cuivre, Bronze et Fer que l'on retrouve un peu partout en Europe.

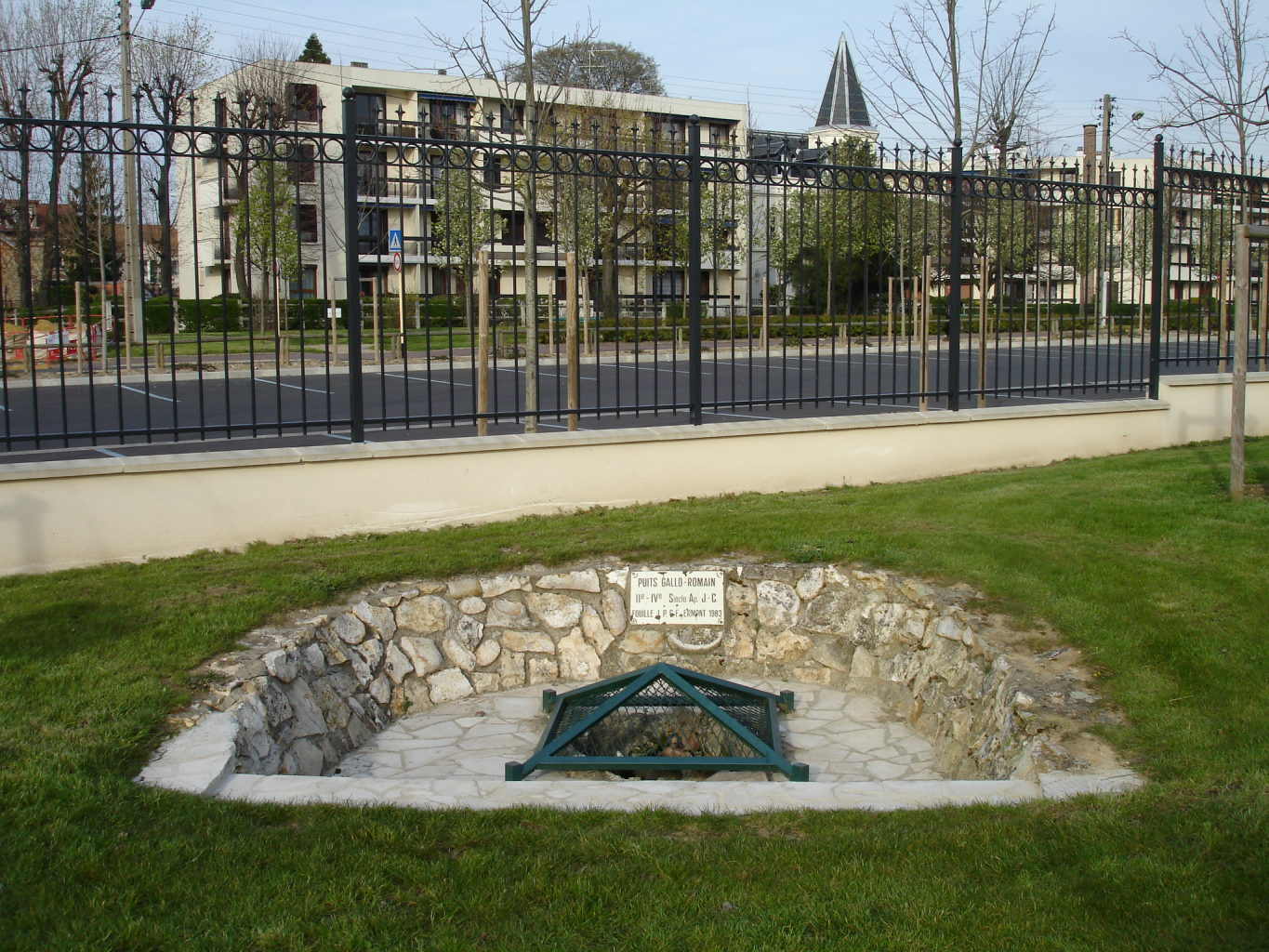
Puits gallo-romain en France.
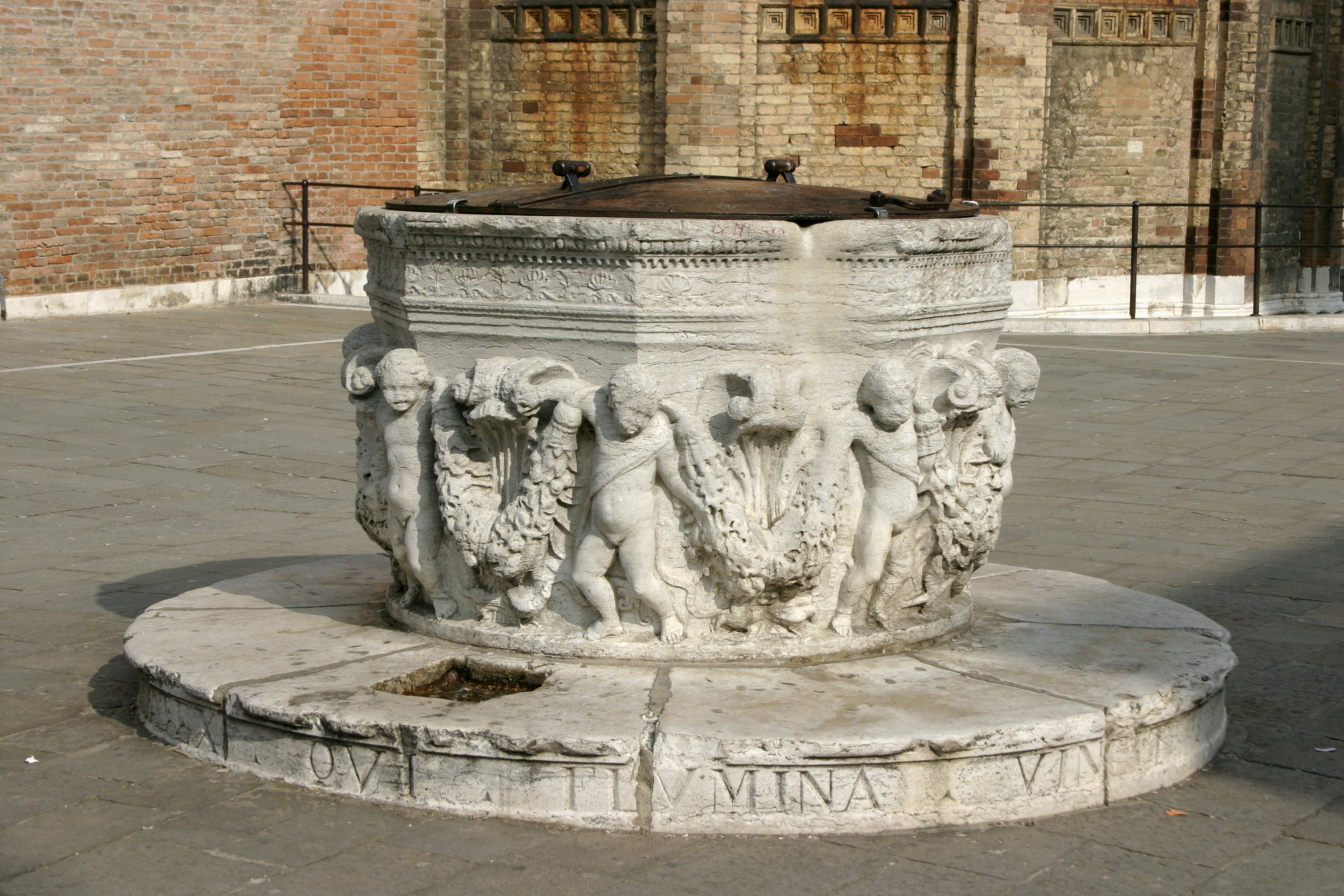
Puits de style gréco-romain à Venise, dans le Campo San Giovanni e Paolo, en Italie.
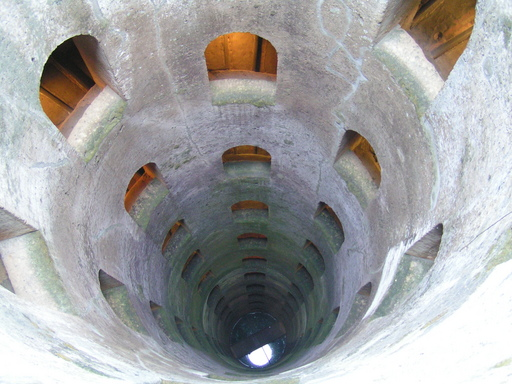
Puits de saint Patrice, à Orvieto en Italie[5].
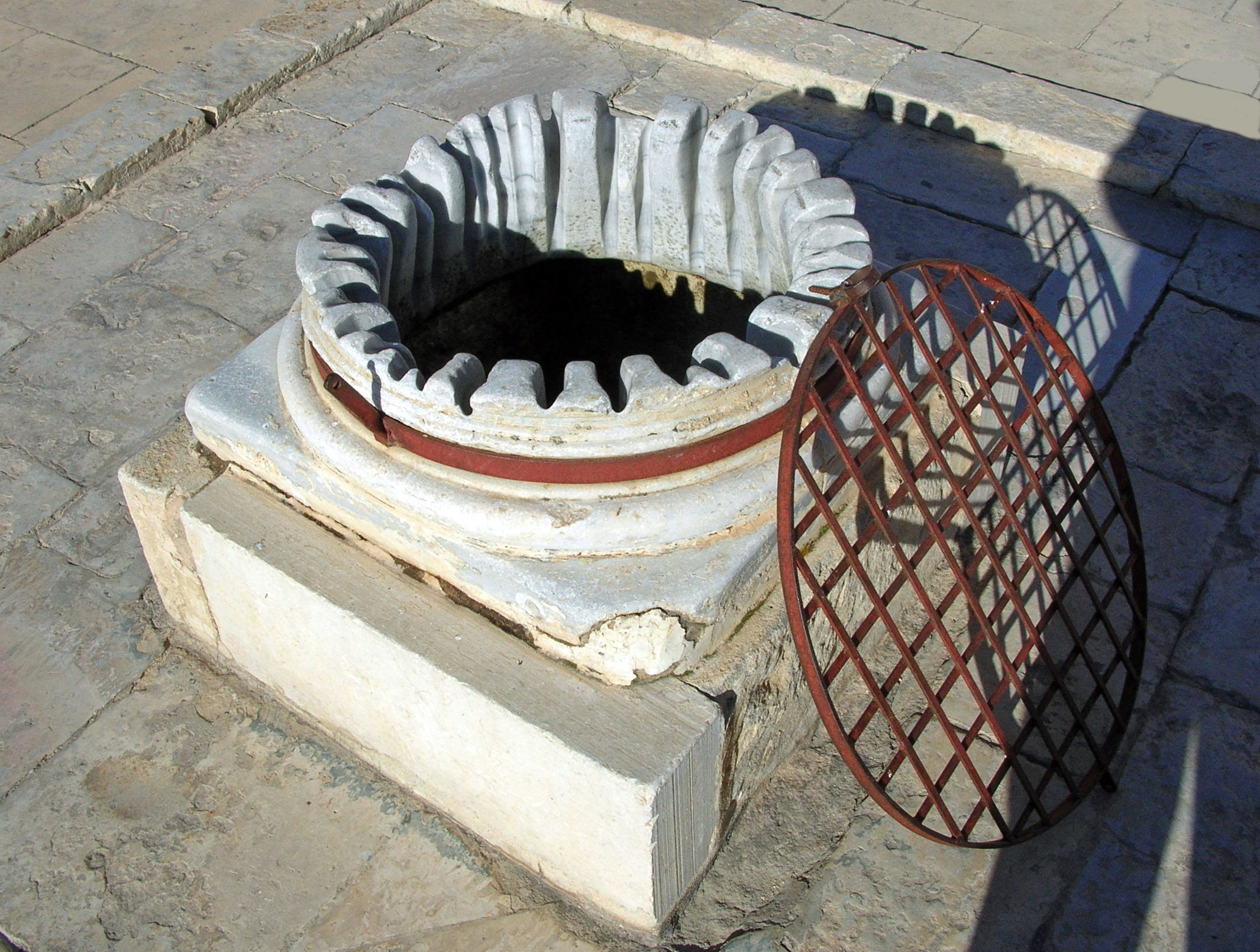
Puits de la cour de la grande mosquée de Kairouan, en Tunisie.
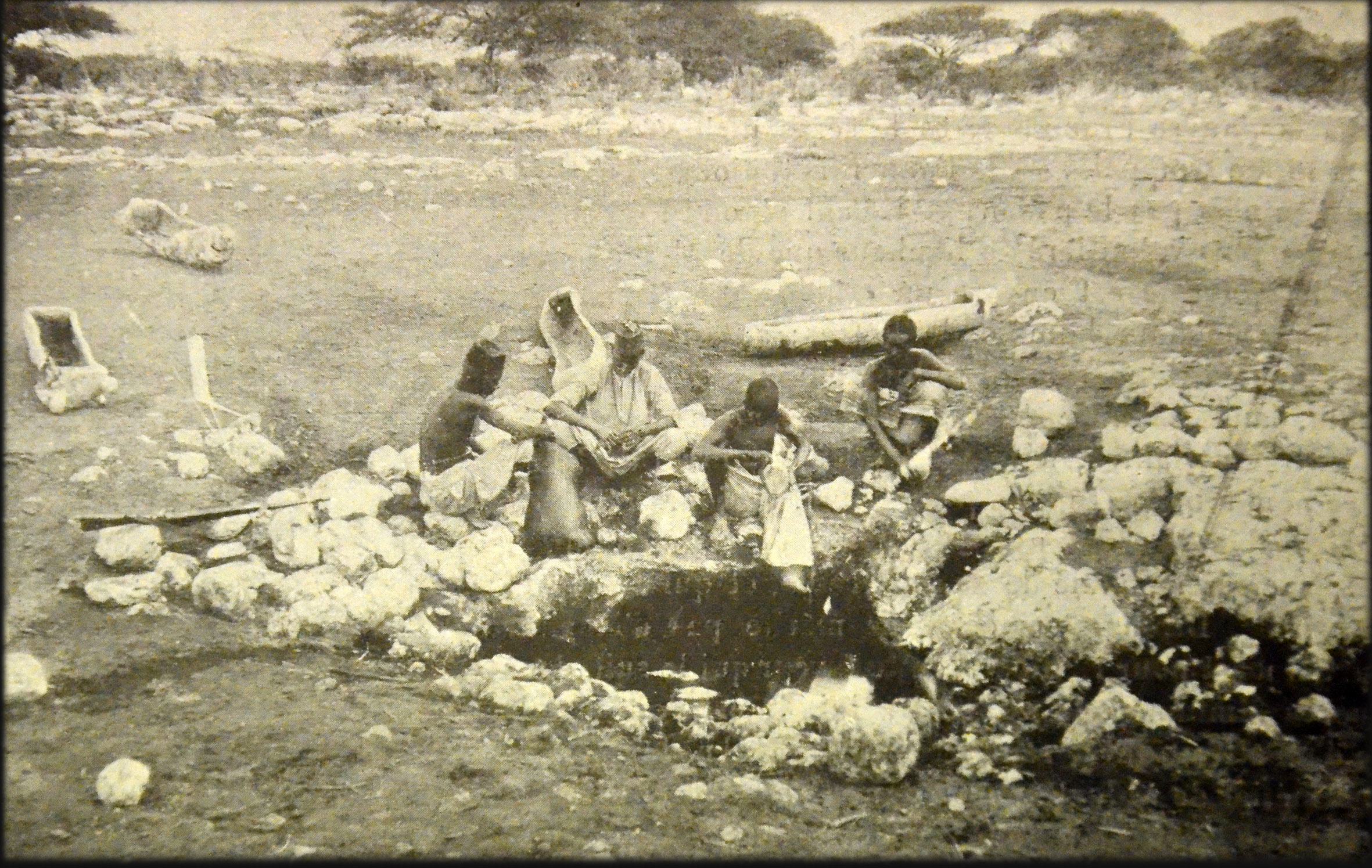
Puits dans le désert des Somalis, vers 1900.
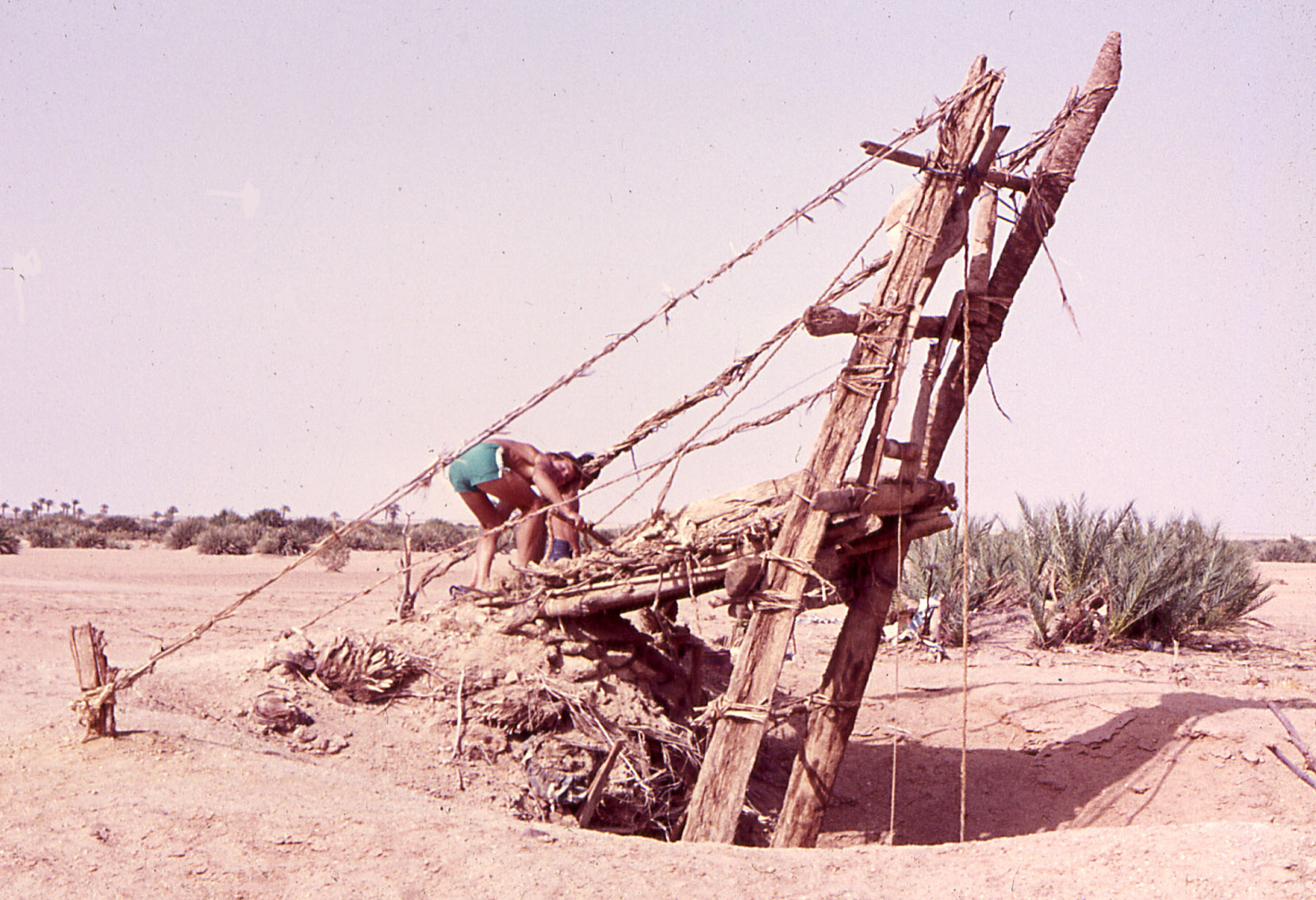
Puits d'irrigation « délou » en Libye, en 1980.

## Architecture et conception
Il existe plusieurs façons de concevoir un puits à eau. Dans la plupart des cas, on trouvera des puits à margelle qui permettent à un récipient d'atteindre le niveau de l'eau, souvent au moyen d'une corde. Lorsque la profondeur ne dépasse pas quelques mètres, on peut concevoir un puits à marches qui permet à l'utilisateur de descendre physiquement jusqu'au niveau de l'eau par un escalier, souvent hélicoïdal. Il existe en Inde des puits de grande taille, dits à degrés, qui permettent de descendre au niveau de l'eau par un système d'escaliers comme celui de Chand Baori. Un modèle jadis très répandu en Europe était le puits à balancier.
Le puits à balancier est une technique ancienne, sorte de grue avec mécanisme à levier (par contrepoids), utilisée en irrigation, en Mésopotamie (-3000), Égypte (-2000), Chine (-1600), Asie, Afrique. La technique est encore utilisée en zone rurale, en Inde et au Pakistan (dhenki), en Hongrie (gémeskút, puits de héron) : kēlōn (κήλων) ou kēlōneion (κηλώνειον)), sénggot, chadouf.

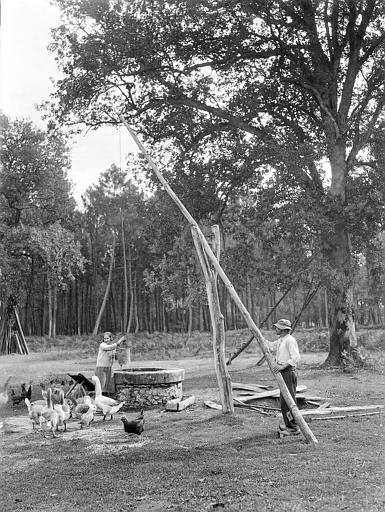
Puits à balancier des Landes de Gascogne, en France.
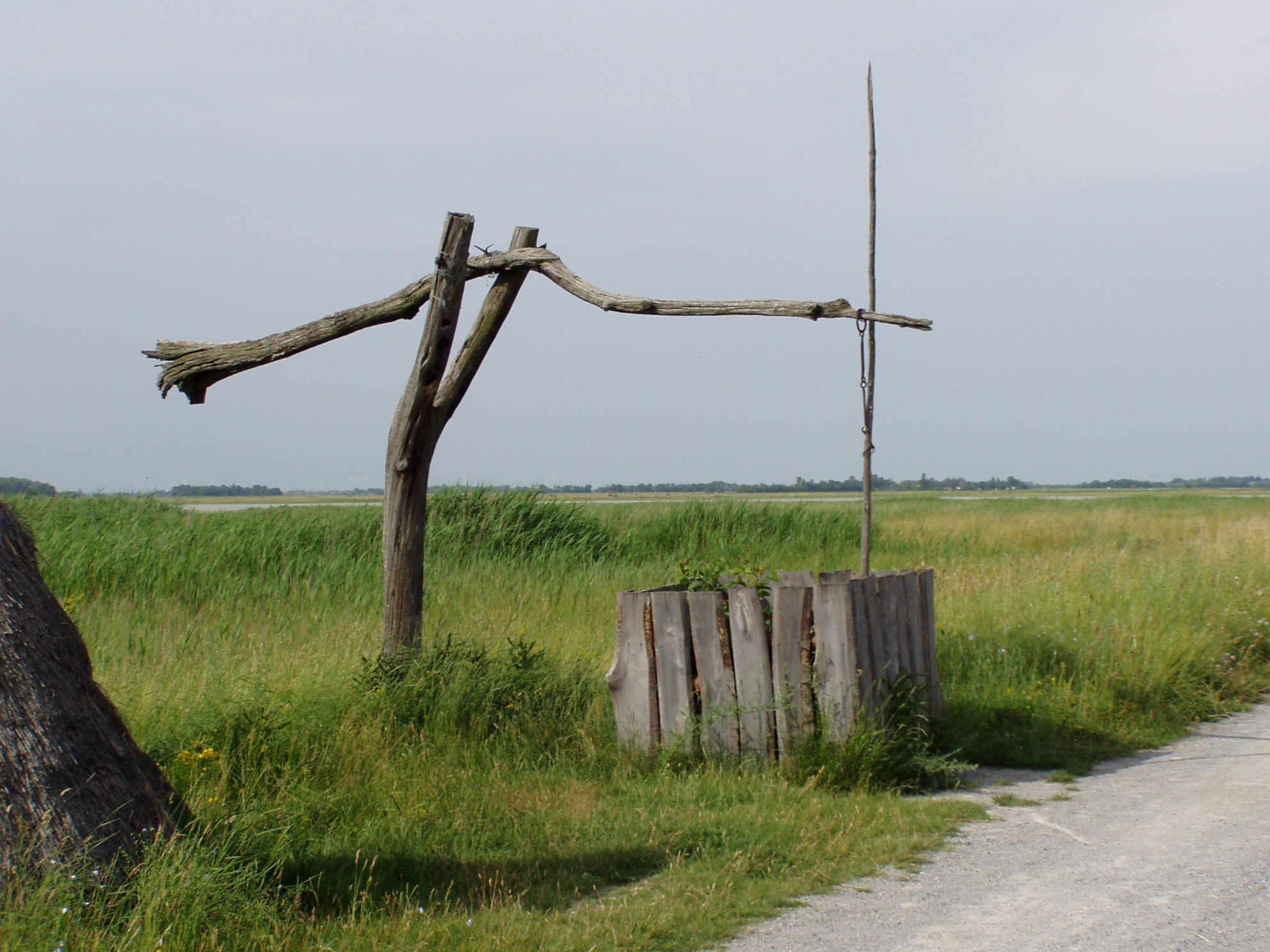
Puits dans la réserve naturelle de Lange Lacke, en Autriche.
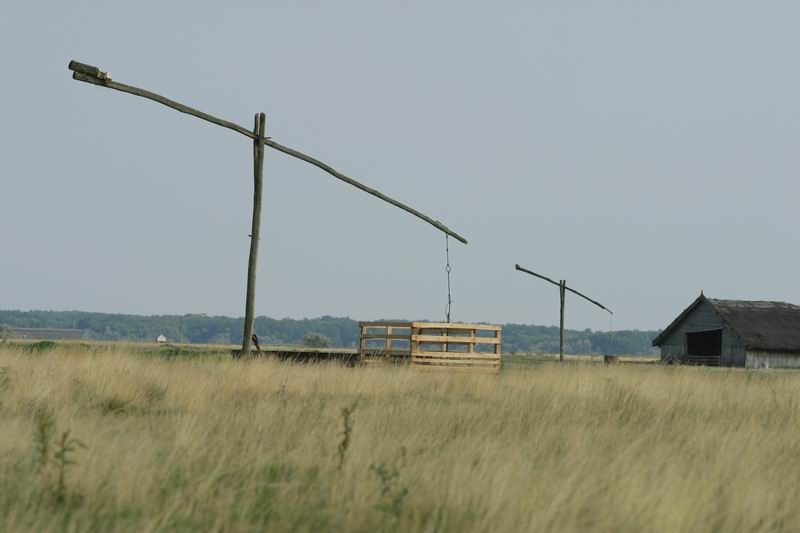
Puits à balancier du Parc national de Hortobágy, en Hongrie.
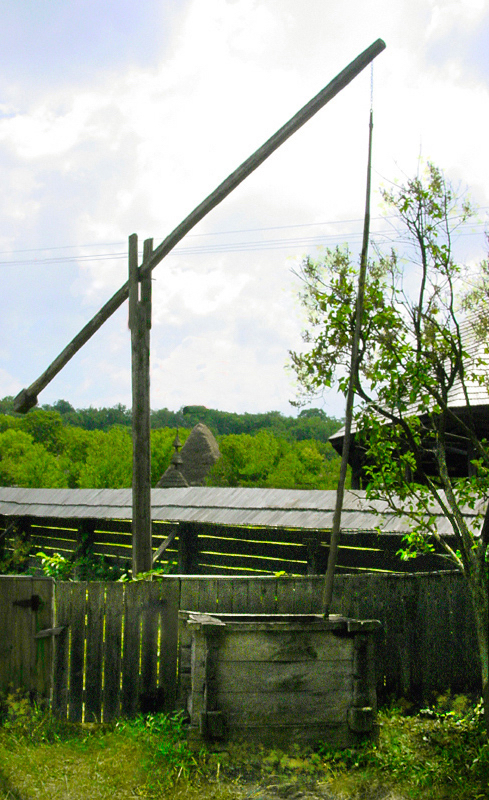
Puits à balancier en Roumanie (Județ d'Alba).
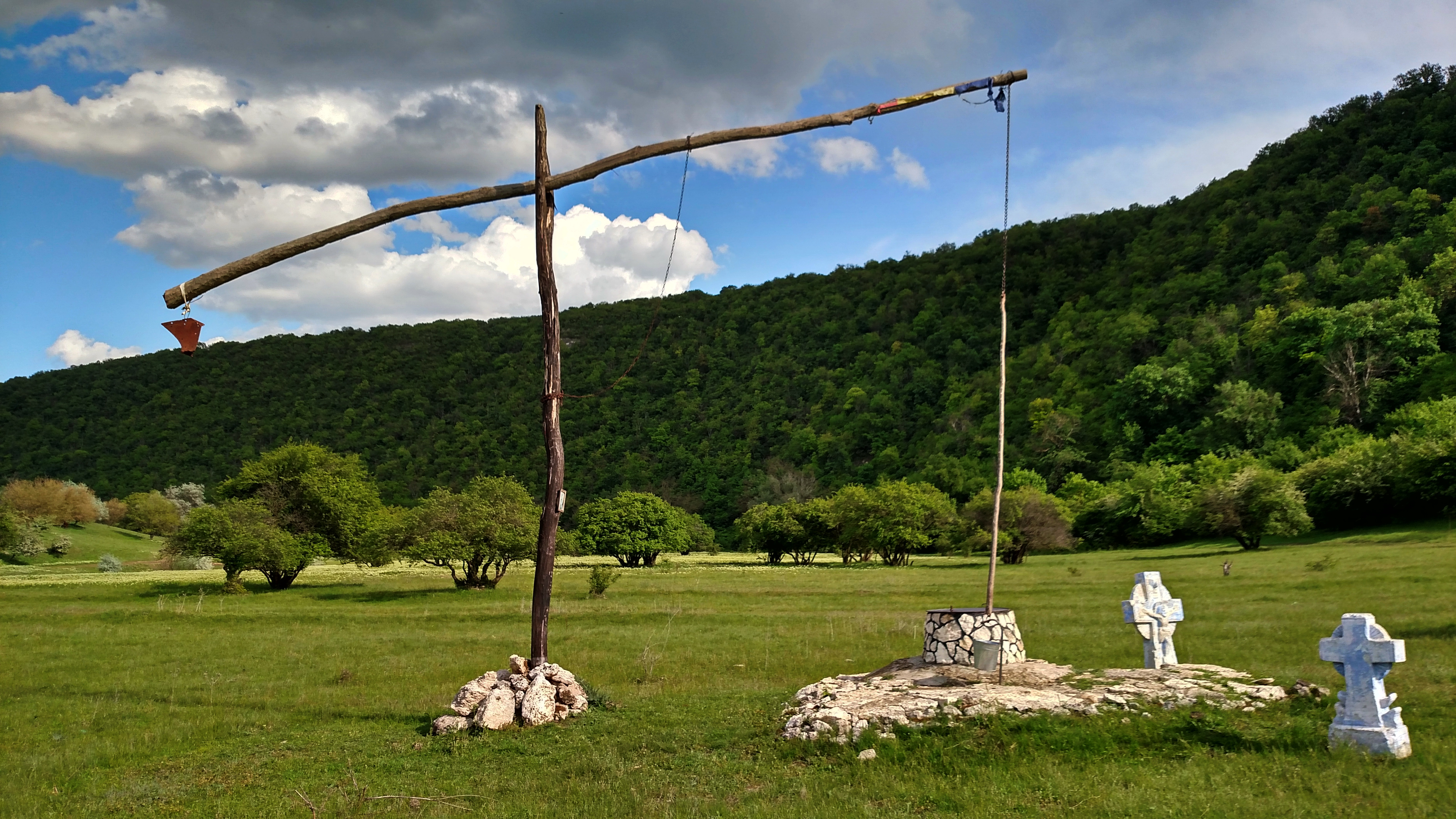
Puits à balancier en Moldavie (Raion d'Orhei).
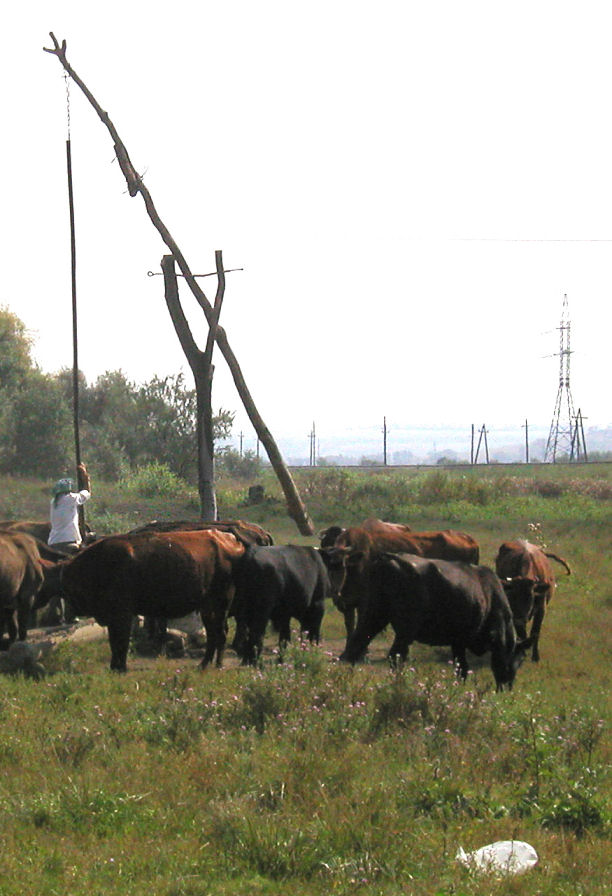
Puits à balancier en l'Ukraine.
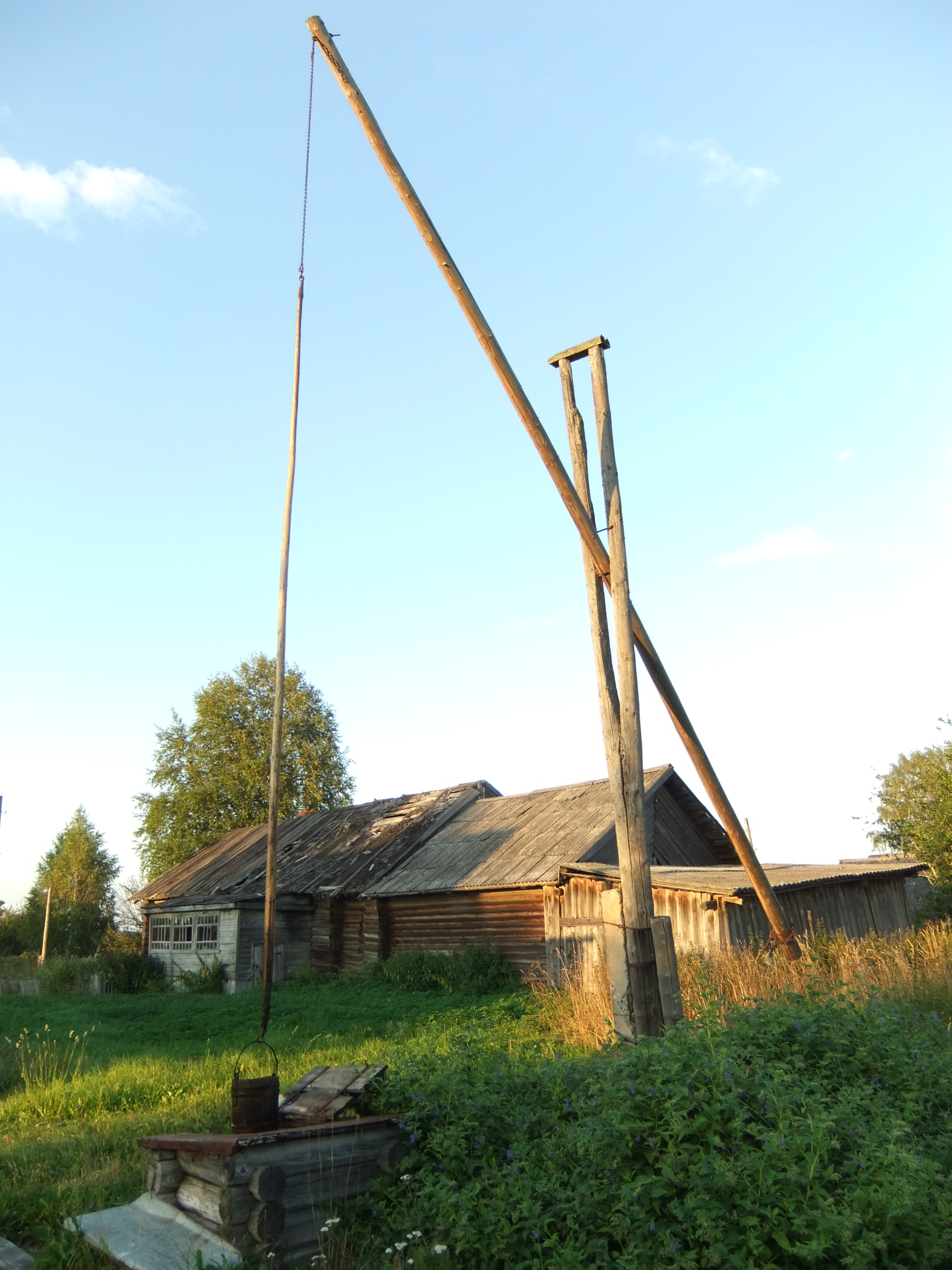
Puits à balancier, Oblast de Iaroslavl (Russie).

## Types de creusement

### Puits artisanaux

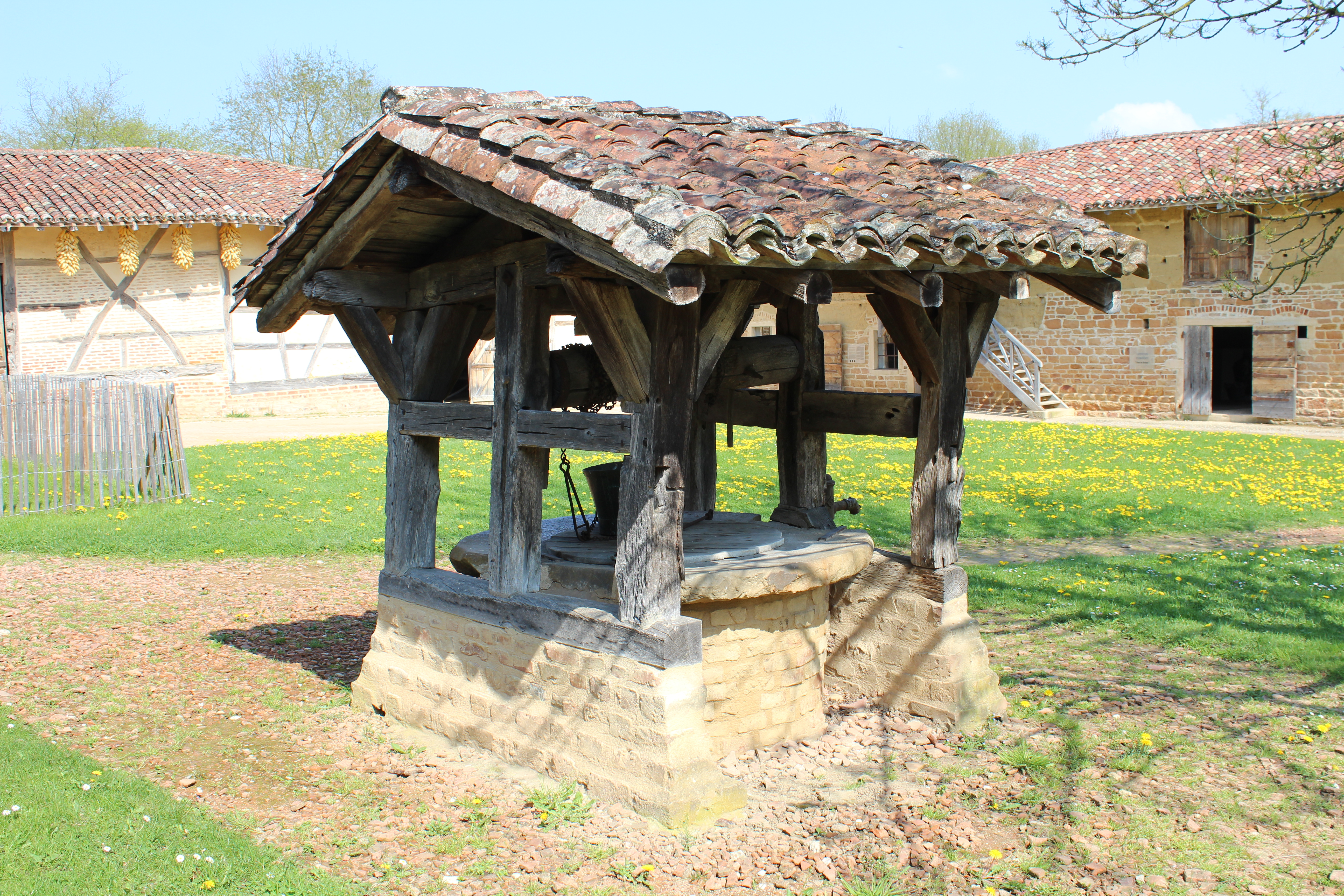
Puits à la ferme des Planons, Saint-Cyr-sur-Menthon.

Les puits artisanaux sont creusés à la force des mains par le puisatier et ses aides. La largeur du puits doit être assez importante pour qu'un homme puisse y travailler, et sa profondeur dépend de celle de la nappe phréatique (un puits peut être approfondi si le niveau de la nappe diminue) et du risque d'éboulement des parois. Si le coût peut être amorti, un puits plus large est creusé, ce qui non seulement renforce la sécurité des travailleurs mais assure un plus grand rendement lors de l'exploitation (la surface drainée de l'aquifère étant plus importante).
Pour creuser un puits plusieurs personnes sont nécessaires : un homme au fond du trou pioche, rassemble la terre extraite dans un seau qui est remonté à la surface par un équipier. Si le trou est très large, il peut y avoir deux personnes au fond, l'une pour piocher, l'autre pour pelleter. Lorsque le trou atteint la nappe phréatique et se remplit d'eau, le creuseur doit alors dénoyer le puits en évacuant l'eau accumulée.
Les puisatiers d'autrefois mettaient en place une chèvre faite de trois rondins liés en haut et fichés en bas dans le sol autour du trou à creuser. Une poulie y était attachée. Ils utilisaient aussi un plateau de bois posé en corde sur l'ouverture du puits, pour pouvoir sortir plus facilement les seaux pleins. 

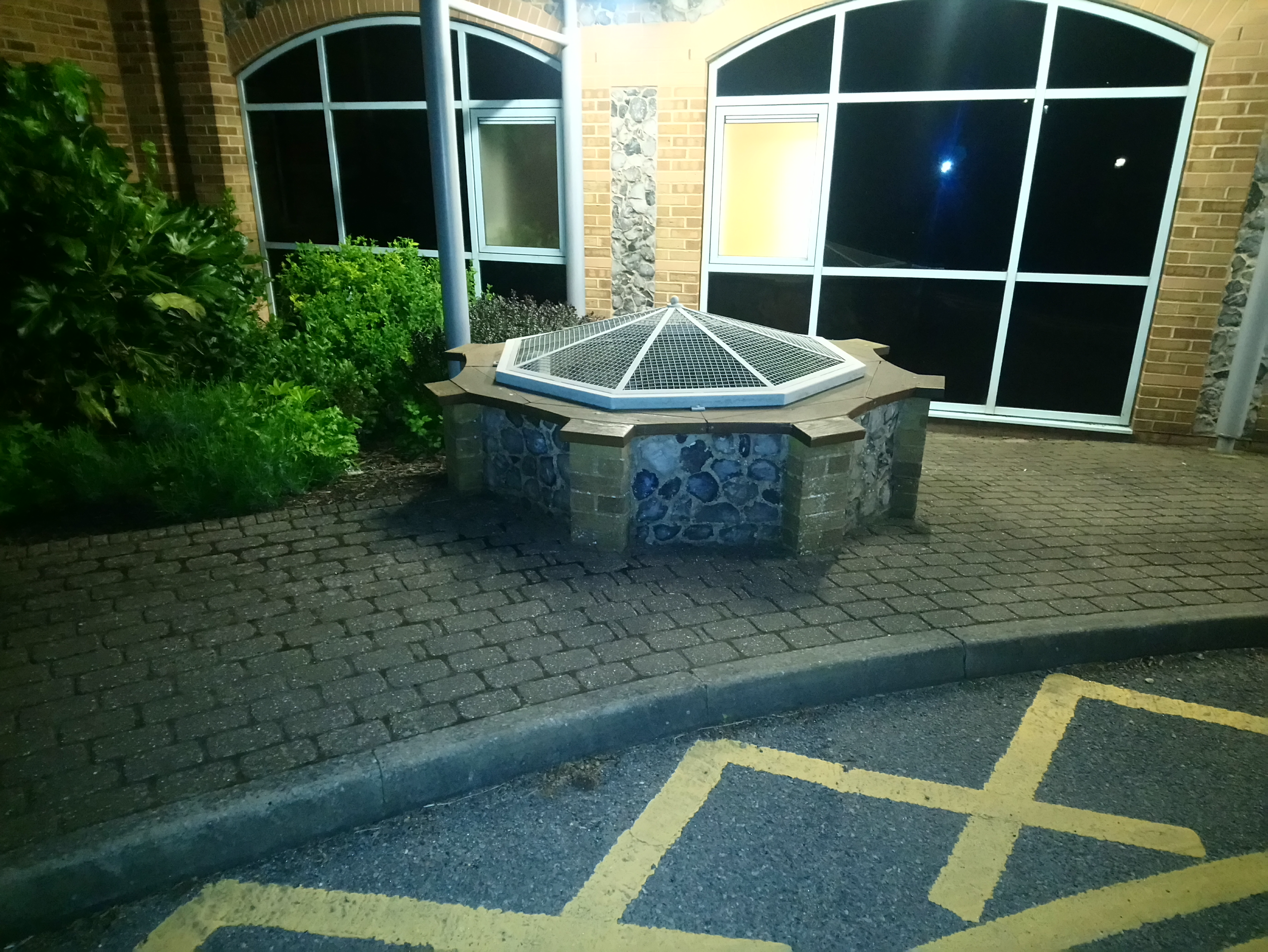
Puits à eau de Woodingdean, Angleterre, puits à eau creusé à la main le plus profond du monde (390 m).

Une fois le trou creusé, il fallait bâtir la gaine du puits entre le niveau de la nappe et la margelle avec des pierres, en respectant les règles de la maçonnerie (croisement des joints, pose en boutisse, calage à l'arrière). Les pierres étaient descendues dans un seau ou au bout d'une corde pour les plus grosses. Une autre technique d'édification de la maçonnerie était également utilisée : la pose progressive du fût maçonné sur une embase ronde appelée "roue" faite d'une solide charpente circulaire en bois, vide en son centre, donc non renforcée par des rayons afin que ceux-ci ne gênent pas le creusement.  Au fur et à mesure que les puisatiers approfondissaient le puits, ils creusaient également sous cette roue qui s'enfonçait ainsi progressivement dans le sol en même temps que le chantier et  qui supportait le fût de maçonnerie sur lequel des ouvriers postés à la surface rajoutaient des lits de moellons au fur et à mesure de l'enfoncement. Cette technique permettait  d'une part d'éviter d'avoir à descendre à la poulie les pierres taillées au fond du puits et, d'autre part, sécurisait le travail des puisatiers en évitant le risque d'éboulement des parois puisque le maçonnage de celles-ci était réalisé au fur et à mesure de l'approfondissement du puits. Dans son Dictionnaire de l'architecture médiévale, Eugène Violet-Le-Duc mentionne avoir retrouvé au fond de nombreux puits médiévaux ces roues en bois de charpente, assez bien conservées malgré un séjour de plusieurs siècles sous l'eau et qui attestent cette technique de construction. Selon des études archéologiques récentes, cette technique très évoluée de la roue ne semble cependant pas antérieure au XIVe siècle.
Les margelles des puits des grandes bâtisses traditionnelles sont constituées de pierres finement taillées et portent fréquemment des sculptures, la richesse de l'ornementation et la qualité des maçonneries étant étroitement liées aux capacités financières du commanditaire.

### Forages
On peut regrouper sous l'appellation de puits modernes les puits réalisés par forage et équipés pour la récupération de quantités importantes d'eau. Le puits artésien est un fonçage de tubes dans le sol jusqu'à la nappe d'eau qui est sous pression par dénivellation. Grâce à la pression, ces tubes ramènent l'eau naturellement à la surface.

## Protection
Dans presque tous les pays, des lois prévoient la nécessité de protéger les puits d'alimentation en eau potable, par la réalisation de barrières physiques (protection immédiate) et de barrières législatives délimitant des aires où les activités à risque sont interdites.

## Sécurité

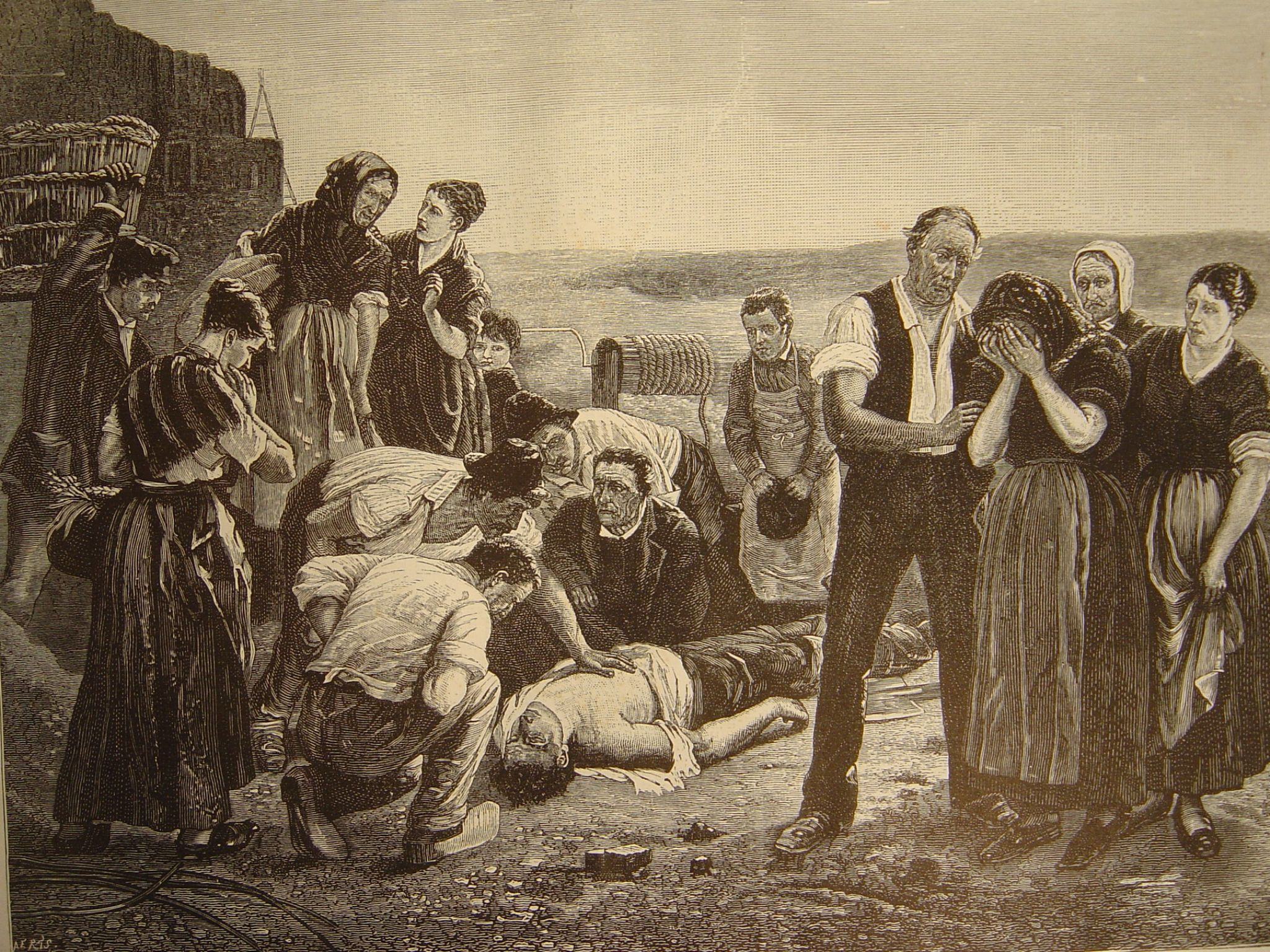
La mort du puisatier, Émile Sacré (1881).

Il peut être très dangereux de descendre au fond d'un puits, pour un curage par exemple, lorsqu'on n'est pas un professionnel, non seulement à cause de la proximité de l'eau mais aussi à cause des gaz qui peuvent s'être accumulés au fond. En effet, le fond d'un puits peut être rempli de monoxyde de carbone, toxique et inodore. Les professionnels descendent avec une bougie allumée qui s'éteint en cas d'absence d'oxygène et donne ainsi le signal de la remontée urgente. Il est aussi possible d'utiliser un compresseur qui renouvelle l'air au fond du puits.
Lors d'un curage, il faut absolument éviter de creuser sous les fondations du puits, c'est-à-dire sous le mur ou sous les buses, car le risque d'éboulement est important.

## Culture et représentations
La branche IV du Roman de Renart relate l'épisode où le renard, pris au piège au fond d'un puits, parvient à y attirer le loup à sa place. Le récit s'inspire de la Disciplina Clericalis de Pierre Alphonse. Ce motif est repris et développé dans la réécriture contemporaine du roman médiéval, Mon Roman de Renart de Xavier Kawa-Topor (Actes Sud, 2003). 

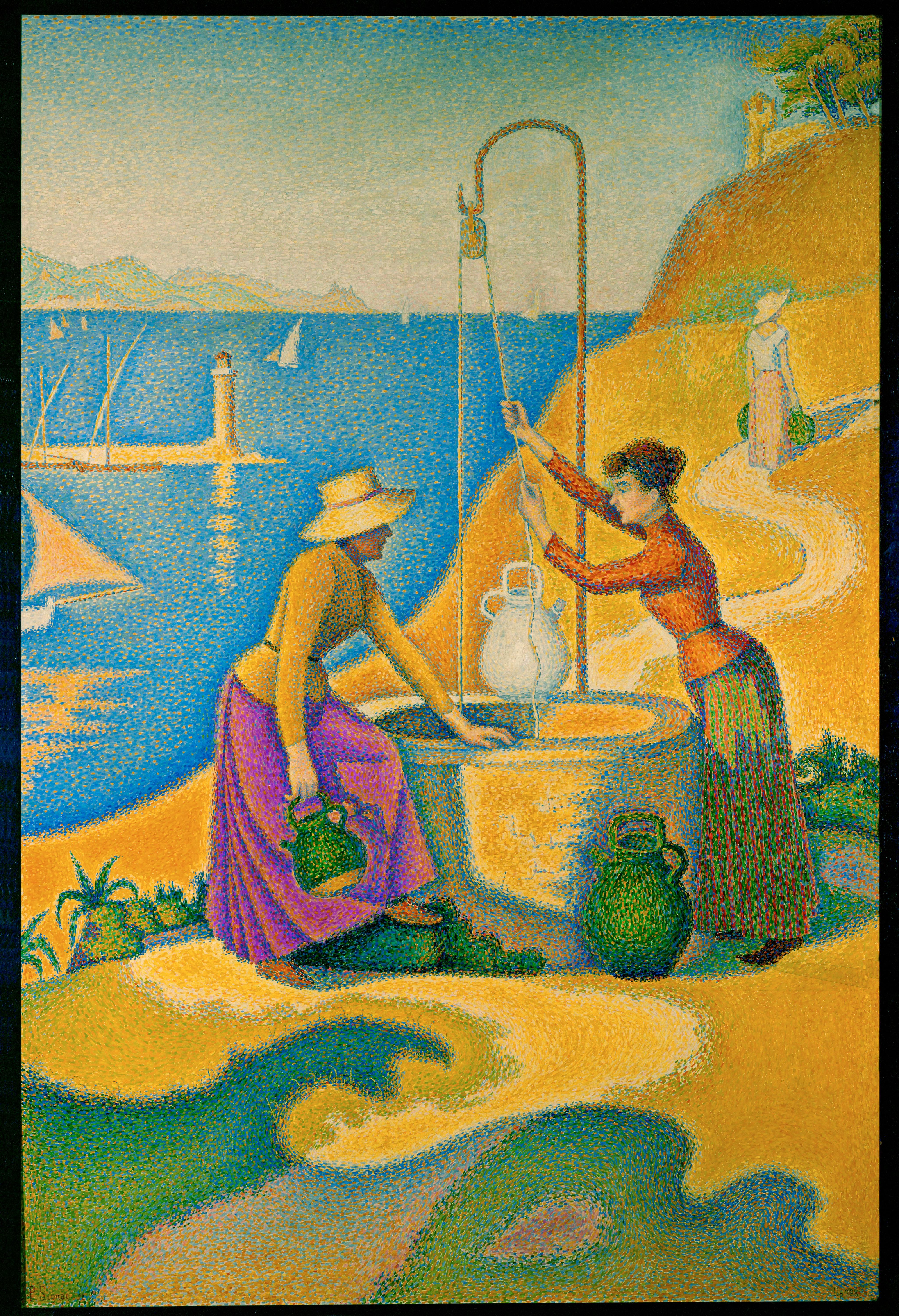
Paul Signac,  Femmes au puits 1892.
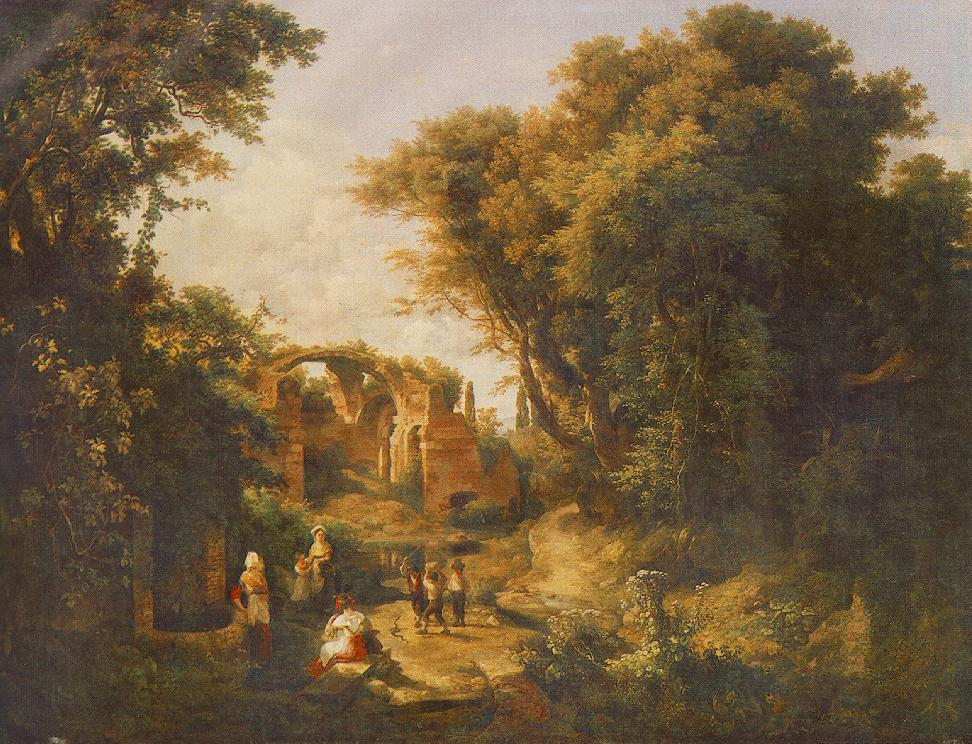
Károly Markó l'Ancien, Femmes au puits (1836).
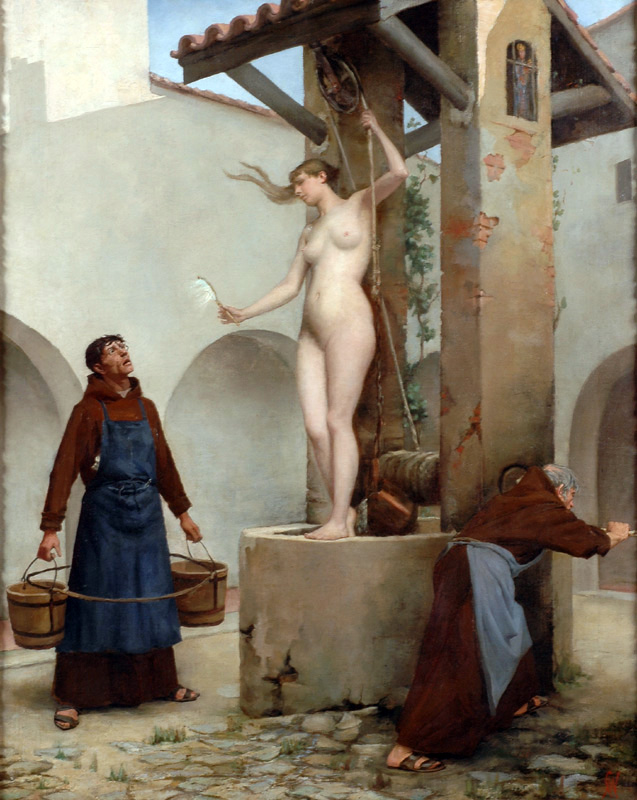
Charles West Cope, L'esprit du puits.

## Désaffectation
La généralisation des châteaux d'eau et des canalisations a le plus souvent transformé les puits à eau, que l'on trouvait dans nombre de jardins des domiciles privés et des espaces publics d'autrefois, en ornements désaffectés que l'on a pris soin de fermer d'une grille pour éviter la chute des personnes. N'étant plus entretenus, la plupart sont comblés et pollués par des matières organiques accumulées ou par les pesticides utilisés alentour, de sorte qu'en cas de défection des adductions d'eau modernes, ils ne seraient plus utilisables. Dans les pays restés principalement agricoles, les puits subsistants servent surtout pour l'irrigation ou pour désaltérer le bétail.

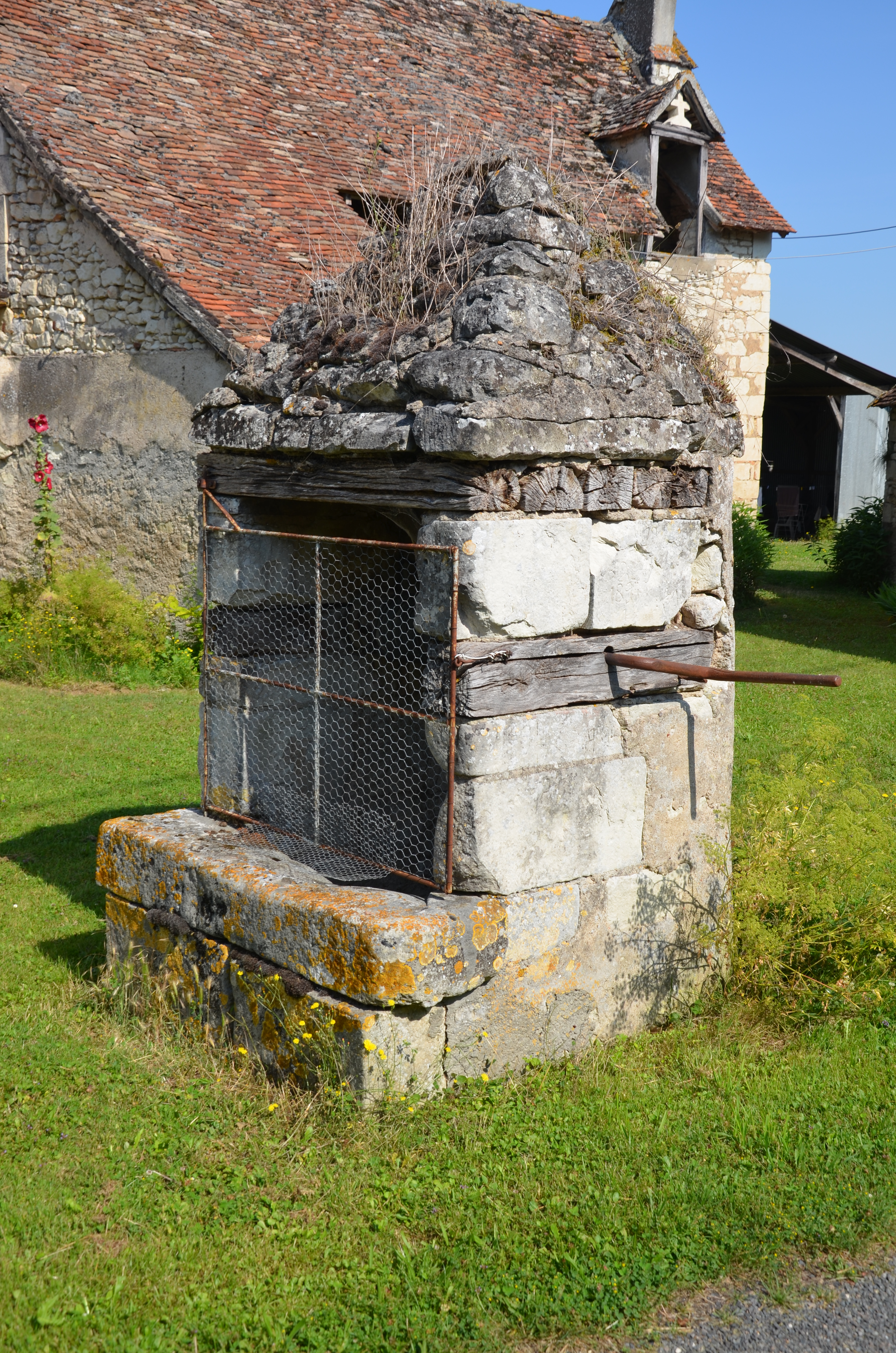
Puits maçonné à Boussay pourvu d'une grille.
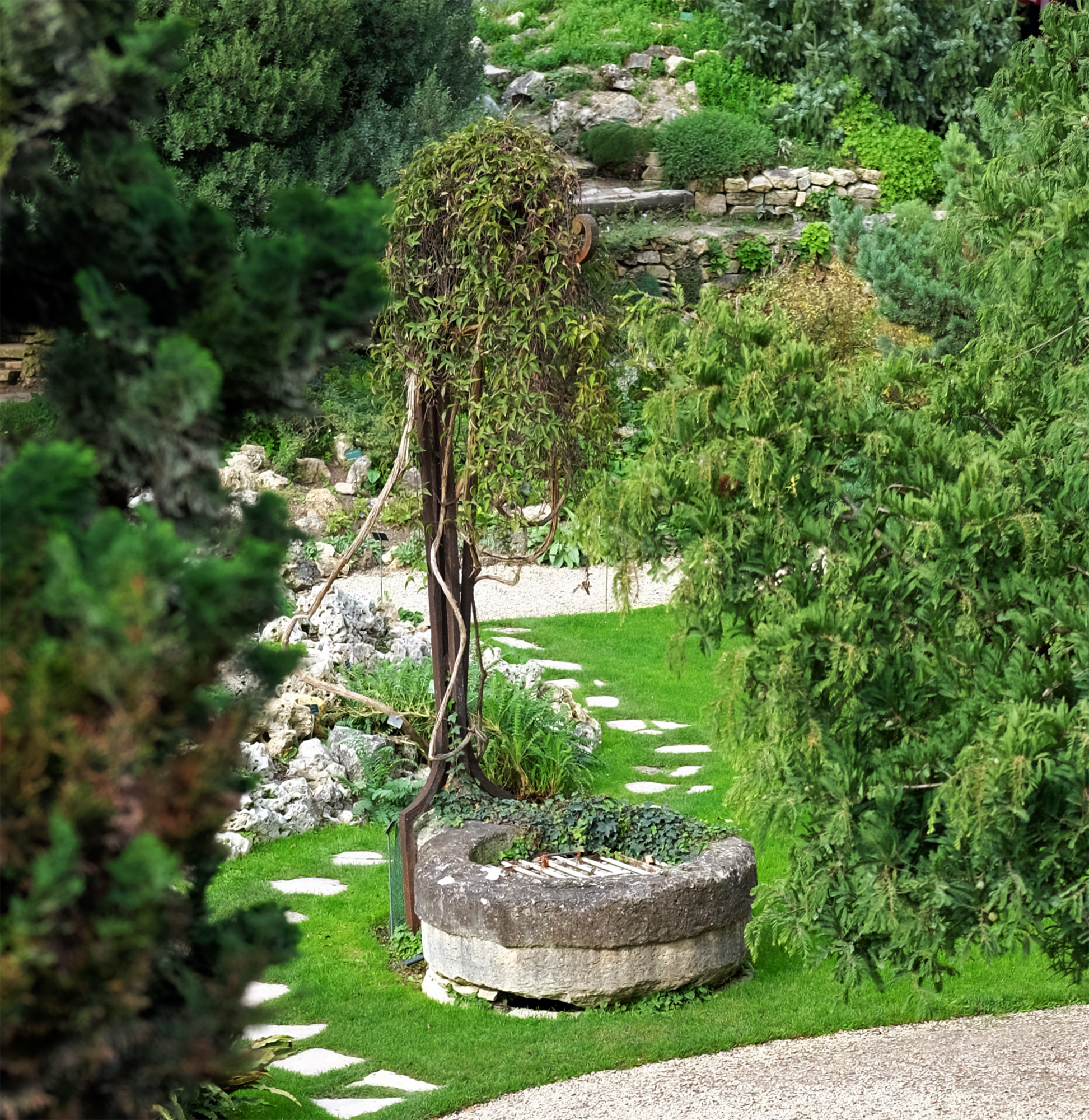
Puits devenu décoratif du Jardin des plantes de Paris.